# Ti-6Al-4V
Ti-6Al-4V (обозначение UNS R56400 ), также иногда называемый TC4, Ti64, или ASTM Grade 5, представляет собой альфа-бета титановый сплав с высоким отношением прочности к массе и превосходной коррозионной стойкостью. Это один из наиболее часто используемых титановых сплавов, который применяется там, где необходимы малая плотность и высокая коррозионная стойкость, например, в аэрокосмической промышленности и биомеханических применениях (имплантаты и протезы).
Исследования титановых сплавов, используемых в бронежилетах, начались в 1950-х годах в Уотертаунском арсенале, который позже стал частью исследовательской лаборатории армии США.
Титановые сплавы широко применяются в качестве биоматериалов из-за их хорошей биосовместимости и повышенной коррозионной стойкости по сравнению с более традиционными нержавеющими сталями и сплавами на основе кобальта. Благодаря этим свойствам в медицину активно внедрялись сплавы a (cpTi) и a#b (Ti-6Al-4V), а также новые композиции на основе титана и ортопедических метастабильных b-титановых сплавов. Последние обладают повышенной биосовместимостью, пониженным модулем упругости и превосходной устойчивостью к усталостным нагрузкам. Однако низкая прочность на сдвиг и износостойкость титановых сплавов, тем не менее, ограничивают их биомедицинское использование. 

## Химия
(в мас. %) 
|          | V   | Al   | Fe | О  | C    | N    | H     | Y     | Ti              | Остаток каждый | Остаток Всего |
| -------- | --- | ---- | -- | -- | ---- | ---- | ----- | ----- | --------------- | -------------- | ------------- |
| Мин.     | 3.5 | 5.5  | -  | -  | -    | -    | -     | -     | -               | -              | -             |
| Максимум | 4.5 | 6,75 | .3 | .2 | 0,08 | 0,05 | 0,015 | 0,005 | Остаток средств | .1             | .3            |

## Физико-механические свойства
Титановый сплав Ti-6Al-4V обычно существует в виде альфа-фазы с кристаллической структурой плотно упакованных равных сфер (SG : P63 / mmc) и бета-фазы с кубической кристаллической структурой (SG : Im-3m). Хотя механические свойства зависят от условий термообработки сплава и могут изменяться в широких интервалах, типичные диапазоны свойств для хорошо обработанного Ti-6Al-4V показаны ниже. Алюминий стабилизирует альфа-фазу, а ванадий — бета-фазу.
|          | Плотность, г / см 3 | Модуль Юнга, ГПа | Модуль сдвига, ГПа | Объемный модуль упругости, ГПа | Коэффициент Пуассона | Предел текучести, МПа (при растяжении) | Предел прочности, МПа (при растяжении) | Твердость по Роквеллу C | Равномерное удлинение, % |
| -------- | ------------------- | ---------------- | ------------------ | ------------------------------ | -------------------- | -------------------------------------- | -------------------------------------- | ----------------------- | ------------------------ |
| Мин.     | 4,429               | 104              | 40                 | 96,8                           | 0,31                 | 880                                    | 900                                    | 36 (типичный)           | 5                        |
| Максимум | 4,512               | 113              | 45                 | 153                            | 0,37                 | 920                                    | 950                                    | -                       | 18                       |

Ti-6Al-4V имеет очень низкую теплопроводность при комнатной температуре, 6,7–7,5 Вт/м·К, что обуславливает его относительно плохую обрабатываемость. 
Сплав подвержен усталости при низких температурах.

## Термическая обработка Ti-6Al-4V
Ti-6Al-4V подвергается термообработке для изменения количества и микроструктуры {\displaystyle \alpha } и {\displaystyle \beta } фазы в сплаве. Микроструктура будет значительно различаться в зависимости от точной термической обработки и метода обработки. Три распространенных процесса термообработки - это прокатный отжиг, дуплексный отжиг и обработка на твердый раствор и старение.

## Применение
- Имплантаты и протезы (кованые, литые или твердые произвольной формы (см. аддитивные технологии)[14]
- Аддитивное производство[15]
- Детали и прототипы для гоночной и аэрокосмической промышленности. Широко используется в самолетах Boeing 787.
- Морские приложения
- Химическая индустрия
- Газовые турбины
- Глушители для огнестрельного оружия

## Характеристики
- UNS: R56400
- Стандарт AMS: 4911
- Стандарт ASTM: F1472
- Стандарт ASTM: B265, класс 5[16]